# Nikodim Krotkov

Sf. Ierarh Nikodim Krotkov, arhiepiscop rus

Nikodim Krotkov (născut Nikolai Vasilievici Krotkov rusă Николай Васильевич Кротков; n. 29 noiembrie 1868, Rusia; d. 21 august 1938, Iaroslav) este un arhiepiscop ortodox rus, care a suferit martiriul pentru credința creștină în închisorile din Uniunea Sovietică în timpul persecuției anticreștine din perioada lui Stalin.

## Studii și primii ani ca preot
Arhiepiscopul Nikodim Krotkov (în alfabetul chirilic: Никодим Кротков) s-a născut la data de 29 noiembrie 1868, în familia unui preot din satul Pogreshino, raionul Seredskogo din gubernia Kostroma. A primit la botez numele de Nikolai Vasilievici Krotkov. 
În anul 1889 a absolvit Seminarul Teologic din Kostroma, fiind numit ca profesor la Școala parohială. Din data de 25 februarie 1890 slujește ca preot al Bisericii "Sf. Petru și Pavel" din satul Tezino, raionul Kineshemsk. A adus în biserica parohială lecturile din lucrările de teologie ale vremii, înainte de a citi acatistele. Era o persoană foarte talentată pe plan muzical. După moartea copilului și apoi al soției sale, Nikolai Krotkov s-a înscris în anul 1896 la Academia Teologică din Kiev. 
La 13 august 1899, fiind în anul IV de studiu, a fost tuns în monahism, devenind ieromonah. În anul 1900 a absolvit Academia Teologică din Kiev cu titlul de candidat în teologie și a fost numit ca supervizor al Școlii Teologice din Vladikavkaz. În anul 1902 este ridicat la rangul de arhimandrit, fiind numit ca rector al Seminarului misionar Sf. Alexandru din Ardonskoy (din Osetia). În anul 1905 devine rector al Seminarului Teologic din Pskov. 

## Episcop ortodox rus
La 11 noiembrie 1907, a fost hirotonit ca episcop de Akkerman, Vicar al Eparhiei de Chișinău. Hirotonia a fost oficiată de către episcopul Vladimir de Chișinău, episcopul Arkadie Filonov de Akkerman, episcopul Serghie de Novomirgorod și de episcopul Inochentie de Kanev. 
La data de 16 noiembrie 1911, PS Nikodim a fost transferat ca episcop de Chigirin, Vicar al Mitropoliei de Kiev. În paralel, a fost și stareț al Mănăstirii Mikhajlovsk Zlatoverkheyeo. A condus activitatea misionară din eparhie, în calitate de președinte al Frăției Sf. Vladimir. În mai 1916 a efectuat o călătorie pe Frontul de sud-vest pentru a-i încuraja pe soldați. În februarie 1917 împreună cu alți clerici din Kiev a cerut țarului dizolvarea Imperiului țarist. După Revoluția din februarie 1917, este trimis la Saratov, dar după o serie de cereri imperative din partea clericilor și laicilor din Kiev s-a reîntors după trei luni la vechiul post. 
La inițiativa sa au fost înființate consiliile parohiale, care l-au ales ca mitropolit al Kievului pe IPS Vladimir Bogoyavlenski. Episcopul Nikodim a fost suporterul Rusiei unite și indivizibile, ca urmare a acestui fapt intrând în conflict cu activiștii pentru reînființarea statului național ucrainean și pentru autocefalia bisericească ucraineană. După moartea martirică a mitropolitului Vladimir Bogoyavlenski, PS Nikodim a contribuit la alegerea ca mitropolit al Kievului și Galiției a IPS Antonie Khrapovitski, de asemenea un inamic declarat al autocefaliei Bisericii Ucrainiene. 
La sfârșitul vieții sale, el și-a justificat astfel poziția sa din timpul războiului civil: "Am susținut unitatea indivizibilă a Bisericii și a țării natale, opunându-mă celor care voiau să o distrugă'". În anul 1918, PS Nikodim este arestat de către suporterii generalului Simon Petliura și a petrecut nouă luni în captivitate: mai întâi în Galiția, apoi în Polonia - împreună cu mitropolitul Antonie Khrapovitski și cu arhiepiscopul Evloghie Georgievski.

## Persecuția
În anul 1919 patriarhul Tihon al Moscovei l-a numit episcop de Tavrichev și Simferopol. A trecut linia frontului și în luna iunie 1920 a sosit în Peninsula Crimeea în timpul a două retrageri a trupelor Armatei Albe (de la Kiev și din Crimeea), dar în ambele cazuri și-a asumat misiunea de a rămâne împreună cu credincioșii săi. Oficial a preluat controlul Eparhiei în anul 1921. În anul 1922 este ridicat la rangul de arhiepiscop. În anul 1922 este arestat ca urmare a rezistenței arătate la confiscarea odoarelor bisericești, fiind condamnat la opt ani de închisoare. S-a îmbolnăvit de tifos și a fost dus la un spital-închisoare. 
În anul 1923 a fost amnistiat și transportat la Moscova. Acolo este arestat din nou și trimis într-un lagăr din stepa Turkestanului (în apropiere de Krasnovodsk) pentru o perioadă de doi ani. În anul 1926 este eliberat din nou, dar este rearestat la scurt timp și din nou trimis în Turkestan, mai întâi la Kzyl- horde, apoi la Turtkul. După eliberarea din detenție în anul 1929, i s-a interzis să mai locuiască în orașele mari și în Ucraina. S-a stabilit în satul Tezino dinn regiunea Kineshemsk, unde a fost o perioadă preot de parohie. 
Din data de 10 iunie 1932, deține funcția de arhiepiscop de Kostroma și Galych. În noiembrie 1932 i s-a acordat dreptul de a purta crucea pe klobuk. Și-a sprijinit material preoții din eparhie, după demolarea prin explozie a Catedralei din Feodorov. I-a adunat în jurul său pe clericii care trecuseră prin închisorile bolșevice și-și păstraseră neatinsă credința ortodoxă.

## Moartea și canonizarea IPS Nikodim Krotkov
În noaptea de 4 decembrie 1936 IPS Nikodim este arestat și condamnat la cinci ani de recluziune la Krasnoyarski Kray. Nu este trimis acolo din cauza stării sale precare de sănătate. Este lăsat în închisoare, unde este acuzat de activități contrarevoluționare. Este supus din nou anchetei, suferind agravări ale stării de sănătate. Trece la cele veșnice în închisoarea din Yaroslavl la 21 august 1938. 
Arhiepiscopul Nikodim Krtokov a fost canonizat ca sfânt mucenic în anul 1995 de către Eparhia de Kostroma. În august 2000, numele său a fost adăugat în calendarele ortodoxe din Rusia, ca sfânt nou mucenic și mărturisitor al credinței ortodoxe.

## Legături suplimentare
- Доненко Н., прот. Наследники Царства. Т. 1. — Симферополь : Таврида, 2000. — 463 с. 123
- Шарова В. Путь к небесной славе // Воскресная школа. 2001. — № 30. — C. 4—6.
- Александр (Могилёв), еп. Священномученик Никодим: жизнь, отданная Богу и людям. — Кострома, 2001. — 350 с. — 15 000 экз. — ISBN 5-7668-0154-8.
- Александр (Могилёв), митр. «Костромского края украшение». Памяти Священномученика Никодима (Кроткова), архиепископа Костромского и Галичского // Ипатьевский вестник : научно-богословский журнал. — 2017. — Вып. 5. — С. 55—74.